# Raymond Bayer
Raymond Bayer (1898-1959) fue un profesor e intelectual francés. Catedrático de Filosofía y Estética, fue profesor en la Sorbona y fundador, junto con Charles Lalo y Étienne Souriau, de la Revue d'esthétique. 

## Obras
- L'Esthétique de la grâce. Introduction à l'étude des équilibres de structure, thèse (2 volumes, 1933), prix Charles Blanc de l’Académie française en 1935
- Léonard de Vinci. La Grâce, thèse complémentaire (1933)
- Essais sur la méthode en esthétique (1953)
- Épistémologie et logique depuis Kant jusqu'à nos jours (1954)
- Traité d'esthétique (1956)
- L'Esthétique mondiale au XX (1961)
- Histoire de l'esthétique (1961)
- Entretiens sur l'art abstrait (1964)